# 福室達也
福室 達也（ふくむろ たつや、1987年6月23日 - ）は、日本のDJ、作曲家。東京都出身。「Nhato（ナハト）」名義の活動で知られている。既婚。

## 経歴
1987年東京生まれ。高校生の頃から音楽活動を開始する。
2008年、オランダのDJ、作曲家であるマーセル・ウッズに才能を見出され、彼の運営するレーベル「Musical Madness」でデビューを果たした。その後、ティエストらが運営する「Black Hole Recordings」や、アーミン・ヴァン・ビューレンらが運営する「Armada Music」など、数々の著名なレーベルから楽曲をリリースした。
2009年より、日本のレーベル「Otographic Music」の設立と運営に関わり、現在も同レーベルから楽曲をリリースし続けている。また、『東方Project』収録楽曲のアレンジ作品を同人サークル「Alstroemeria Records」より多数リリースしている。
2017年に日本の作曲家であるTaishiと結成したユニット「Edelritter」からも楽曲をリリースし続けている。

## 人物
DAWソフトはCubaseを用いて作曲を行っている。リミックスやゲーム用の楽曲を含めると、1年間に100曲弱作曲しているという。

## 評価
2011年にOtographic Musicからリリースしたシングル「Far East Garden」で日本人で初めてBeatportのトランスリリースチャート第1位を獲得し、日本のDJであるYOJIから「間違いなく、新たなる天才の出現」と評された。
2012年6月にリリースした1枚目のアルバム「Etude」は、オリコン週間インディーズアルバムランキング16位、週間アルバムランキング191位にランクインした。
音楽ゲーム『beatmania IIDX』公式スポーツリーグ「BEMANI PRO LEAGUE」のファイナルステージにNhatoの楽曲が課題曲として選ばれるなど、ゲーム音楽の作曲家としても知られている。

## 主な楽曲

### アルバム・EP
リリースしたアルバムのうち、著名なものを紹介する。
- Etude（2012年、Otographic Music）
- Rinne EP（2017年、Otographic Music）
- Trace Of Will（2019年、Diverse System）

### ゲーム
様々な音楽ゲームに楽曲を提供しているが、そのうち著名なものを紹介する。
- 音楽ゲーム
  - 『beatmania IIDX』シリーズ
  - 『チュウニズム』
  - 『jubeat』
  - 『CROSS×BEATS』
  - 『Arcaea』
- 対戦型格闘ゲーム『鉄拳モバイル』
- デジタルカードゲーム『WAR OF BRAINS』

### ソフトウェア
- 音声合成ソフトウェア VOCALOID3ライブラリ『IA -ARIA ON THE PLANETES-』公式デモソング

### アニメ
- 『Lostorage incited WIXOSS』
  - エンディングテーマ「undeletable」（2016年、リミックス）